# Bouillonblokje

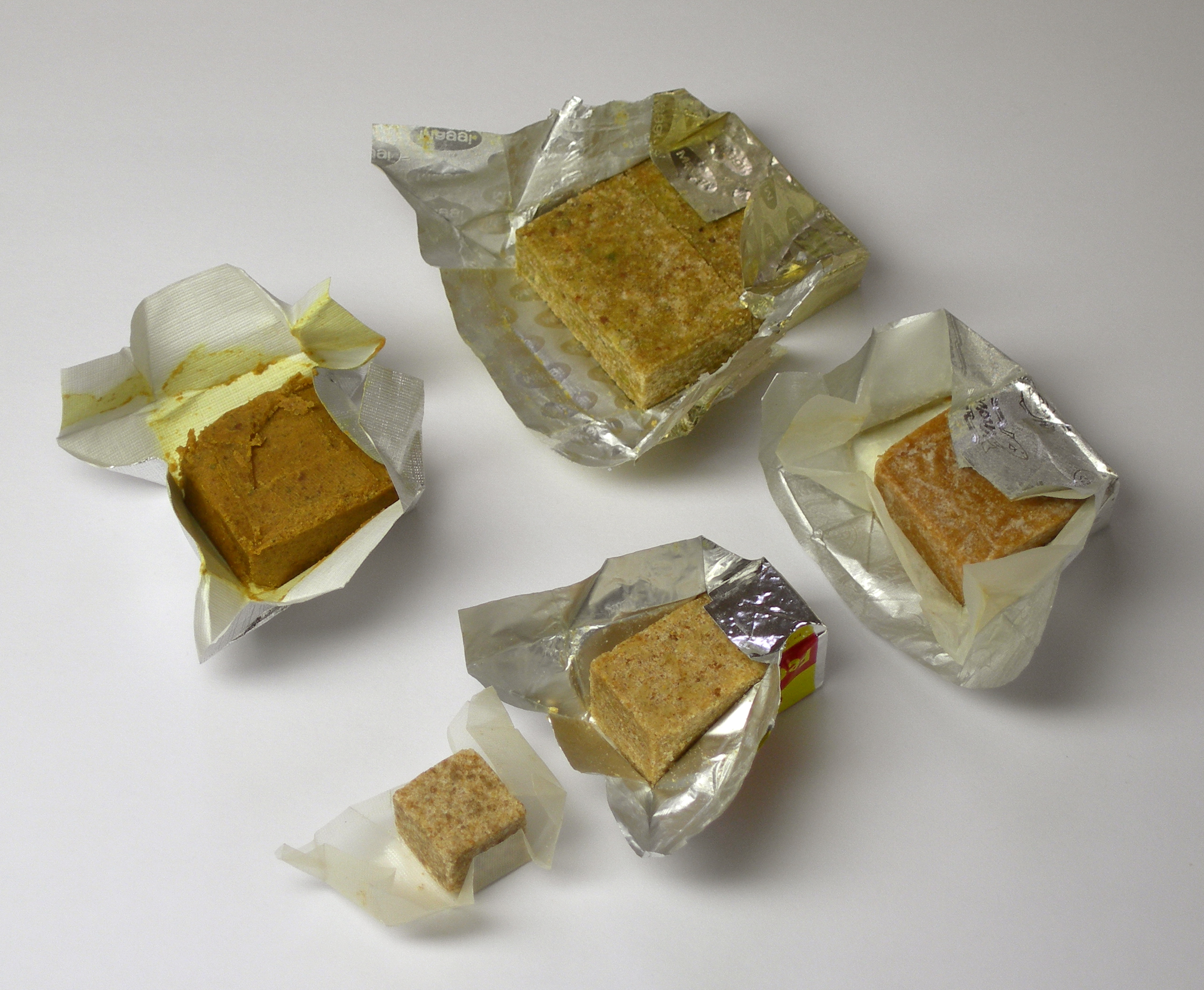
Bouillonblokjes

Een bouillonblokje is een gedroogd en in een balkvorm geperst mengsel van zout, gedroogde kruiden, smaakversterkers of gist en suikers, dat met vet (meestal geharde plantaardige olie) wordt gebonden. Afhankelijk van het soort en merk kunnen ook andere grondstoffen worden gebruikt zoals karamel, selderijextract, specerijen, vleesextract en groenten. Bouillonblokjes worden opgelost in heet water om een bouillon te verkrijgen en dienen zo als goedkoop alternatief voor gebruik in de keuken. Bouillon kan worden gebruikt voor soep maar ook om gerechten meer smaak te geven (bijvoorbeeld rijst koken in bouillon). De smaken zijn zeer divers en kunnen gebaseerd zijn op vlees, vis, gevogelte en/of groenten (vegetarisch).

## Ontstaan
In de jaren 80 van de 19e eeuw werden bouillonblokjes nog gemaakt van vlees, en wel door het door Justus von Liebig opgerichte bedrijf Lemco. Als grondstof diende het Liebig-vleesextract en plantaardige kruiden. De sinds 1909 door Maggi op de markt gebrachte bouillonblokjes bevatten echter geen vlees maar werden gemaakt van gedenatureerde plantaardige eiwitten; deze grondstof heeft een smaak die sterk doet denken aan vlees en is goedkoper te produceren. Tegenwoordig bestaan bouillonblokjes vrijwel uitsluitend uit plantaardige grondstoffen.

## Productie
Het belangrijkste ingrediënt wordt geproduceerd door vetarme eiwithoudende plantaardige grondstoffen of “dierlijke bijproducten” alsook slachtafval op te lossen in een kokende zoutzuur oplossing (hydrolyse). Het overtollige zoutzuur in het verkregen eiwithydrolysaat wordt geneutraliseerd met behulp van natronloog of soda en zo omgezet in natriumchloride (keukenzout), dit verklaart ook meteen het hoge zoutgehalte in bouillonblokjes. Na dit proces wordt er gefilterd en het overgeblevene ingekookt.
Producten met een laag zoutgehalte worden door enzymatische vertering uit eiwithoudende grondstoffen gewonnen.
Biologische bouillonblokjes mogen vanwege de EU-Eco-verordening geen smaakversterkers bevatten. Door de toevoeging van gistextract met daarin vergelijkbare hoeveelheden mononatriumglutamaat kunnen deze producten worden aangeboden zonder vermelding van smaakversterkers. Wel moet worden vermeld dat het product gistextract bevat (vaak op basis van mais, tarwe of soja).
Juspoeder (of granulaat) dan wel vergelijkbare producten worden in wezen op dezelfde manier gemaakt als bouillonblokjes, echter de ingrediënten worden alleen gedroogd en niet geperst.